# 1572 v. Chr.
Portal Geschichte | Portal Biografien | Aktuelle Ereignisse | Jahreskalender | Tagesartikel

◄ |
17. Jahrhundert v. Chr. |
16. Jahrhundert v. Chr. |
15. Jahrhundert v. Chr. |
►

1560er v. Chr. |
1550er v. Chr. |
►

1572 v. Chr. |
1571 v. Chr. |
1570 v. Chr. |
1569 v. Chr. |
► |
►►

## Ereignisse
- Mögliches 11. Regierungsjahr des Ammi-saduqa:
  - Im babylonischen Kalender fällt das babylonische Neujahr des 1. Nisannu auf den 8.–9. März[1], der Vollmond im Nisannu auf den 23.–24. März[1], der 1. Ululu auf den 5.–6. August[1], der 1. Ululu II auf den 4.–5. September[1] und der 1. Tašritu auf den 3.–4. Oktober[1].
    - Venus geht am 25. Ululu unter und erscheint nach 16 Tagen wieder am 11. Ululu II.
    - Venusuntergang am 29. August (25. Ululu: 29.–30. August) gegen 18:37 Uhr; Sonnenuntergang gegen 18:31 Uhr.[1]
    - Venusaufgang am 15. September (11. Ululu II: 14.–15. September) gegen 5:05 Uhr; Sonnenaufgang gegen 5:45 Uhr.[1]